# Hydropsyche catawba
Hydropsyche catawba är en nattsländeart som beskrevs av Ross 1939. Hydropsyche catawba ingår i släktet Hydropsyche och familjen ryssjenattsländor. Inga underarter finns listade i Catalogue of Life.